# ミニミニ
株式会社ミニミニ（Minimini Co.,Ltd）は、東京都港区港南に本社を置く不動産仲介業であり、不動産販売店「ミニミニ」を展開する会社でもある。

## 概要
ミニミニ本社は関東・中部本部に加え、北海道・宮城県・栃木県・群馬県・長野県・京都府・岡山県・福岡県に事業所を配置し、傘下のグループ会社がそれ以外の地域を統括する方式のもと、グループ全体で全国450店舗のミニミニネットワークを展開している。
宣伝はマスコットの「ミニミニマン」とCMソングで行っているが、過去には平成ゴジラシリーズのスポンサーを務めたこともあり、ミニミニのビル（看板）だけを破壊しないでゴジラが通り過ぎるシーンが撮影された。その縁から、ミニミニマンとゴジラが合成で共演したCMも放送されたことがある。
2014年2月現在は全国に直営店242店舗、フランチャイズ219店舗を展開している。

## スーパー君
敷金・礼金がゼロで、故意・過失による破損・汚損さえなければ退去時に鍵を返すだけで済むサービスである。プランによっては最初からインテリアコーディネーターによって部屋に家具・家電・生活用品が配置していたり、保険や割引サービスが付いているものもある。

## 沿革
- 1977年3月 - 等価交換システムによる分譲マンション（ホワイトキャッスル、ラ・キャッスル）のデベロッパー日本住宅センター株式会社設立（現ミニミニ）
- 1985年12月 - 株式会社ミニミニ第1号店設立（愛知県名古屋市）
- 1999年11月 - 株式会社ミニミニ岐阜設立
- 2000年12月 - 株式会社ミニミニ東海設立
- 2001年4月 - 株式会社ミニミニ神奈川設立
- 2002年 - ミニミニ関東本部設立 関東を再編成 下記の体制となる
  - 9月 - 株式会社ミニミニ城東設立
  - 10月 - 株式会社ミニミニ城北設立
  - 11月 - 株式会社ミニミニ城西設立
  - 12月 - 株式会社ミニミニ城南、株式会社ミニミニ中央設立
- 2000年4月 - 株式会社ミニミニ近畿設立
- 2012年11月 - 株式会社ミニミニ静岡設立
- 2013年9月 - 株式会社ミニミニ福岡設立